# 泰瑞·伊格頓
泰瑞·伊格頓（英語：Terence Francis Eagleton；1943年2月22日—），英國文學理論家、文學批評家、文化評論家、馬克思主義研究者。成長於索爾福德，就讀於劍橋大學，並深受其導師雷蒙·威廉斯的影響。為英國牛津大學凱瑟琳學院院士、蘭開斯特大學英文系傑出教授，曾任教於牛津大學、劍橋大學、愛爾蘭國立大學。居於都柏林。

## 主要著作（已中譯）
- Myths of Power: A Marxist Study of the Brontës（1975）

［簡］高曉玲譯：《勃朗特姐妹：權力的神話》（北京：中信出版社，2019）
- Walter Benjamin, or Towards a Revolutionary Criticism（1981）

［簡］郭國良、陸漢臻譯：《沃爾特·本雅明或走向革命批評》（南京：譯林出版社，2005）
［簡］郭國良、陸漢臻譯：《瓦爾特·本雅明或走向革命批評》（北京：商務印書館，2015）
- Literary Theory: An Introduction（1983）

［簡］伍曉明譯：《二十世紀西方文學理論》（西安：陝西師範大學出版社，1986）
［簡］劉峰等譯：《文學原理引論》（北京：文化藝術出版社，1987）
［簡］王逢振譯：《當代西方文學理論》（北京：中國社會科學出版社，1988）
［繁］吳新發譯：《文學理論導讀》（台北：書林出版，1993）
［簡］王逢振譯：《現象學，闡釋學，接受理論︰當代西方文藝理論》（南京：江蘇教育出版社，2006）
［簡］伍曉明譯：《二十世紀西方文學理論》（北京：北京大學出版社，2007）
- The Function of Criticism（1984）

［簡］程佳譯：《批評的功能》（重慶：西南師範大學出版社，2018）
- The Ideology of the Aesthetic（1990）

［簡］王杰等譯：《美學意識形態》（桂林：廣西師範大學出版社，2007）
［簡］王杰、付德根、麥永雄譯：《美學意識形態（修訂版）》（北京：中央編譯出版社，2013）
［繁］江先聲譯：《美感的意識形態》（台北：商周出版，2019）
- The Illusions of Postmodernism（1996）

［簡］華明譯：《後現代主義的幻象》（北京：商務印書館，2014）
- Marx（1997）

［繁］李志成譯：《馬克思》（台北：麥田出版，2000）
- The Idea of Culture（2000）

［繁］林志忠譯：《文化的理念》（台北：巨流圖書公司，2002）
［簡］方杰譯：《文化的觀念》（南京：南京大學出版社，2006）
- Sweet Violence: The Idea of the Tragic（2002）

［簡］方杰、方宸譯：《甜蜜的暴力：悲劇的觀念》（南京：南京大學出版社，2007）
- After Theory（2003）

［繁］李尚遠譯：《理論之後》（台北：商周出版，2005）
［簡］商正譯：《理論之後》（北京：商務印書館，2009）
- Figures of dissent: Reviewing Fish, Spivak, Zizek and Others（2003）

［簡］劉超、陳葉譯：《異端人物》（南京：江蘇人民出版社，2005）
- The Meaning of Life（2007）

［繁］方佳俊譯：《生命的意義是爵士樂團》（台北：商周出版，2009）
［簡］朱新偉譯：《人生的意義》（南京：譯林出版社，2012）
- How to Read a Poem（2007）

［簡］陳太勝譯：《如何讀詩》（北京：北京大學出版社，2016）
- On Evil（2010）

［簡］林雅華譯：《論邪惡：恐怖行為憂思錄》（長沙：湖南人民出版社，2014）
- Why Marx Was Right（2011）[4][5]

［簡］李楊、任文科、鄭義譯：《馬克思為什麼是對的》（北京：新星出版社，2011）
［繁］李尚遠譯：《散步在華爾街的馬克思》（台北：商周出版，2012）
［簡］李楊、任文科、鄭義譯，張兵一校譯：《馬克思為什麼是對的》（重慶：重慶出版社，2017）
- The Event of Literature（2012）

［簡］陰志科譯，陳曉菲校譯：《文學事件》（開封：河南大學出版社，2017）
- How to Read Literature（2013）

［繁］黃煜文譯：《如何閱讀文學》（台北：商周出版，2014）
［簡］范浩譯：《文學閱讀指南》（開封：河南大學出版社，2017）
- Culture and the Death of God（2014）

［簡］宋政超譯：《文化與上帝之死》（開封：河南大學出版社，2016）
- Culture（2016）

［簡］張舒語譯：《論文化》（北京：中信出版社，2018）
- Humour（2019）

［繁］方慈安譯：《論幽默》（台北：商周出版，2020）